# 2614 Torrence
2614 Torrence eller 1980 LP är en asteroid i huvudbältet som upptäcktes den 11 juni 1980 av den amerikanska astronomen Carolyn S. Shoemaker vid Palomar-observatoriet. Den är uppkallad efter amerikanen Torrence V. Johnson.